# Телефонний зв'язок

Дорожній знак «Телефон» в Швеції (2006)

Телефонний зв'язок. Кераміка. В.Онищенко. Київ.

Телефо́нний зв'язо́к — галузь зв'язку, електрозв'язку, телекомунікацій; передача на відстань мовної інформації, здійснюваної електричними сигналами телефонною мережею загального користування (ТМЗК) або радіосигналами.

## Історія розвитку телефонії у світі
Початок телефонного зв'язку сягає 1870-х pp.: перша телефонна мережа постала у 1870—80 pp. у США і Великій Британії.
Автоматичні телефонні станції винайшов угорський винахідник Тівадар Пушкаш, який працював в компанії Едісона. Винахід дозволив створювати телефонні мережі з тисячами абонентів (до того телефонні вузли не були здатними обробляти водночас більше кількох десятків користувачів, до того ж, виклики доводилося перемикати руками).

## Історія розвитку телефонії в Україні
В Україні вперше встановлено телефонний зв'язок у містах: Одеса (1882), Львів (1884), Київ (1886), Харків (1888);
- перший міжміський телефонний зв'язок між Одесою і Миколаєвом, згодом Харковом і Катеринославом (1910—1912);
- перший сільській телефонний зв'язок 1899 в Лебединському повіті Харківської губернії.
- Щойно в середині 1920-х pp. встановлено безпосередній телефонний зв'язок між більшими містами України та між ними і Москвою та Ленінградом.

Розвиток телефонного зв'язку видно з кількости міжміських телефонних розмов:
| Рік         | 1928 | 1940 | 1960 | 1970 | 1975  | 2000   | 2008   |
| У млн.      | 3,7  | 19,1 | 31,2 | 80,5 | 165,4 | 1374,9 | 8536,4 |
| На 100 меш. | 9    | 44   | 73   | 179  | 337*  |        |        |

Разом з цим кількість телефонних апаратів зросла (у тис.) з 186,9 у 1940 до 2 631,9 (у тому ч. 2 229,6 у м., 402,3 в с.) у 1975; 98,8 % телефонних апаратів — автоматичні (1975; 1940 — 33,3 %). 1975 в УРСР 1 телефонний апарат припадав на 18,5 осіб (в СРСР на 14,7).

### Зародження та становлення телефонного зв'язку у Києві

Перший телефонний апарат системи Белл-Блека

#### Перші телефони у Києві
Перші телефони в Києві було встановлено ще 1884 року. Ці передвісники телефонізації містились у ресторані Семадені та в магазині Попова, їх використовували лише для внутрішнього зв'язку. А 1885 року в місті почали створювати першу телефонну станцію в приміщенні поштової контори за адресою: вулиця Хрещатик, № 24/26.

#### Відкриття першої повноцінної телефонної станції в Києві
Днем народженням київського телефону стало 1 квітня 1886 року, коли урочисто відкрили першу телефонну станцію Києва.
У день відкриття станції запрацювало 60 телефонів, а до кінця року їх було вже 175 номерів із яких 10 % становили квартирні телефони, а 55 % — торгівельні фірми, промислові заклади і адміноргани. Трохи згодом, в Києві були відкриті 5 «говорильних» пунктів, де за 25 копійок можна було придбати 3-х хвилинну розмову з будь-яким абонентом. З 1895 року плату за розмови знизили до 15 копійок.
У 1892 році в Києві нараховувалось вже 409 абонентів та 479 телефонних апаратів, а станція мала 9 комутаторів і все це господарство обслуговувалось 37-ми працівниками. На кожен комутатор приходилось до 200 з'єднань за добу. В 1893 році була споруджена ще одна станція на Подолі, що мала 300 номерів. Історичною для Києва стала весна 1901 року, коли вперше монтувалась телефонна каналізація. В траншеї укладались циліндричні бетонні труби на 12 та 24 канали, діаметр кожного з них становив 90 міліметрів. Колодці телефонної каналізації будувались «серйозно та на довго».

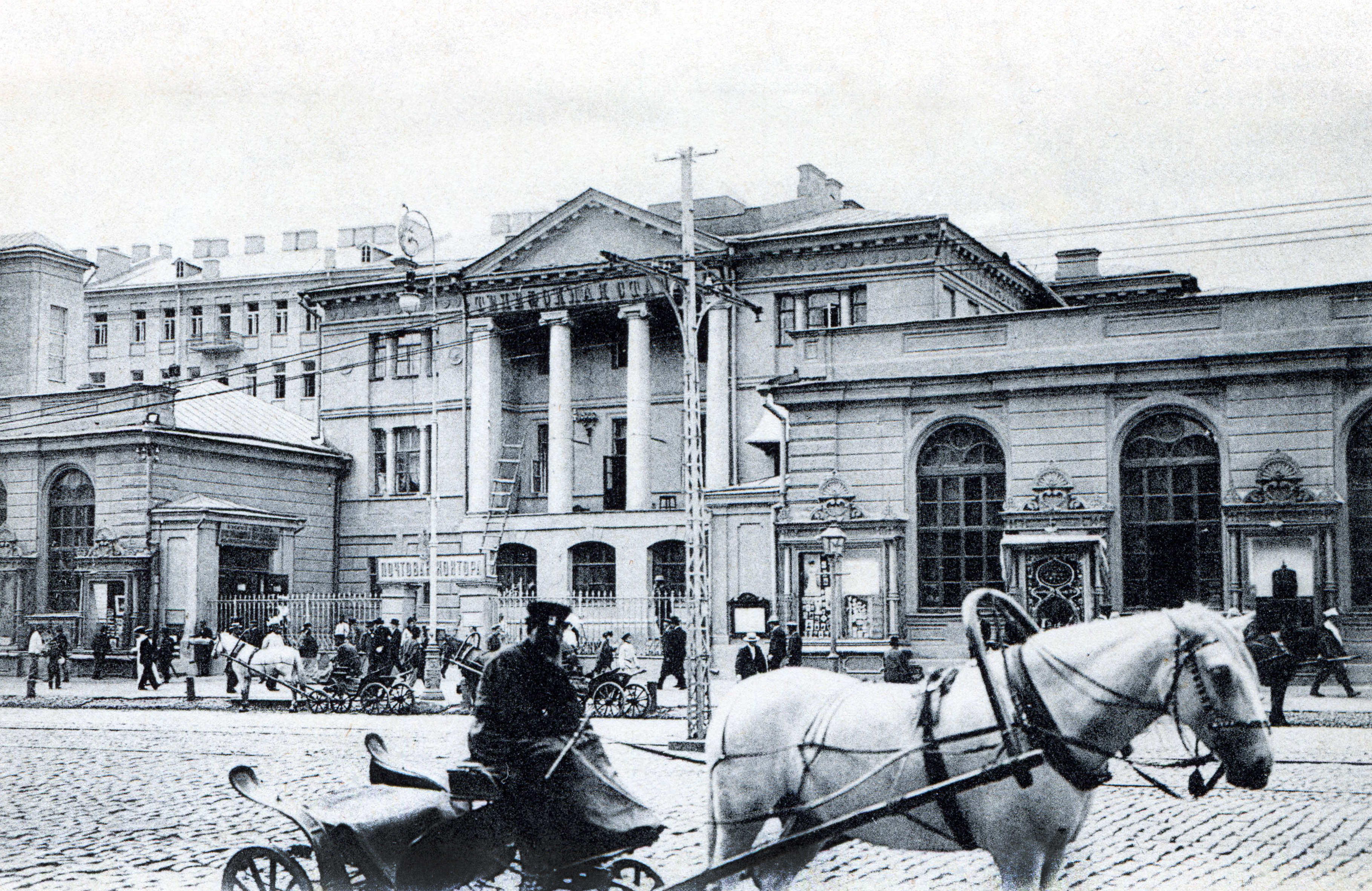
Будинок поштово-телеграфної контори на Хрещатику, де розташувалась перша телефонна станція

Надалі модернізація продовжувалась. У 1904—1912 роках ємність кабельних мереж зросла до 4000 пар, а ємність станції до 4200 номерів. Покращилась, також, і якість зв'язку. Але попереду очікували нові ускладнення — попит на телефонній зв'язок значно перевищував технічні можливості телефонної мережі і вже в 1912 році всі ємності були вже задіяні та технічні можливості для розвитку вичерпано. На той час телефонна щільність становила 0,9 телефонів на 100 киян.
Новим етапом розвитку електрозв'язку було закладення фундаменту нового приміщення Міської телефонної мережі, замість старого за тією ж адресою. Сталося це 12 липня 1912 року. Слід зазначити, що ця будівля стоїть і досі та розміщується там Державна Радіокомпанія України.
Роботу з реконструкції приміщення було закінчено в 1914 році, в жовтні. Незабаром якість зв'язку поліпшилась та й попит значною мірою був забезпечений. В цьому ж році телефонна щільність вже склала 1,6 апарати на 100 мешканців Києва. Киян тоді було всього 261 тисяча, а телефонів в мережі — 4178. Наступними роками телефонна галузь розвивалась досить повільно та кволо — громадянська війна не сприяла розвитку та й телефонне господарство до 1919 року не мало єдиного органу управління, а знаходилось під керуванням різних установ та приватних осіб. За роки першої п'ятирічки кількість абонентів Києва зросла з 5467 до 8416. Останній показник міг бути і більшим, але в 1930 році монтована ємність центральної телефонної станції була повністю задіяна і в Києві настав, так званий «телефонний голод», коли нові абонентські запити не задовольнялись. Щоб якось вийти проблемної ситуації, управління телефонної мережі ухвалило рішення про будівництво підстанцій. У 1931 році в експлуатацію було здано дві телефонні підстанції ручного обслуговування системи ЦБ. Підстанцію ємністю 300 номерів було змонтовано на вул. Червоноармійська, та іншу — на вул. Грушевського. Але такі заходи не дали очікуваного результату — попит значно перевищував можливості мережі. В 1926 році в Києві радіопередача транслювалась телефонними дротами. Мережа радіопередачі дуже швидко зростала та заважала телефонному зв'язку. Тільки з 1930 року радіопередача проводилась вже за допомогою окремої трансляційної мережі. З такими заходами зменшилась кількість перешкод на лінії.

#### Розвиток телефонії в статусі столиці України
В 1933 році Київське телефонне господарство нараховувало 3 телефонні станції: центральна — ЦБ на 6350 номерів, Сталінська підстанція — ЦБ на 300 номерів, обласна АТС на 400 номерів.
24-ого червня 1934 року Київ став столицею України і з цього моменту для розвитку електрозв'язку наступає новий етап — етап більш жвавого та інтенсивного розвитку. Саме в той час і виникло окреме підприємство — Київська Міська Телефонна Мережа (КМТМ). Вже в липні 1934 була введена в експлуатацію АТСДК на 900 номерів. Ця АТС безпосередньо обслуговувала урядові установи. Проектом реконструкції КМТМ передбачалось будівництво 4 АТС та оновлення лінійно-кабельного господарства.
В жовтні 1935 року з введенням в експлуатацію АТС ємністю 10 тисяч номерів, на цю станцію були переключені всі 6650 абонентів з ручної телефонної станції ЦБ. Друга АТС машинної системи на 6 тисяч номерів, що знаходилась на вул. Хрещатик та почала працювати в 1937 році. Третя станція такого ж типу, ємністю 1500 номерів, що знаходилась на вул. Грушевського була запущена в експлуатацію в наступному році. В тому ж році запрацювала і станція, з 4-а тисячами номерів на вул. Нижній Вал.
1937 рік — телефонна щільність збільшилась від 1,2 після громадянської війни до 3,5 номерів на сто мешканців столиці.
Наприкінці 1939 року ємність АТС в Києві становила 22400 номерів, магістральна кабельна мережа нараховувала 25000 пар. До 1 січня 1941 року на телефонній мережі діяло близько 19 тисяч телефонів та 10 тисяч були включені в різні відомчі станції та мали можливість виходу на мережу міста.
В ніч на 22 червня 1941 року перші бомби впали на Київ. З'явились перші руйнування, в тому числі і телефонних споруджень. Зв'язок на окремих ділянках було ушкоджено. В столиці залишилась лише одна АТС-1, що діяла навіть після залишення міста військами.

#### Введення в Києві перших АТС машинної системи

Автозал АТС-I

Лише після визволення Києва 6 листопада 1943 року в столиці були змонтовані підстанції ручного обслуговування типу ЦБ ємністю 200 та 300 номерів. В січні 1944 року запрацювала ручна телефонна станція ЦБ ємністю 1000 номерів. Одночасно монтувалась АТС машинної системи на 4 тисячі номерів, яка була здана в експлуатацію в тому ж році 24 серпня. А в січні 1945 року вже розвернулось будівництво АТС декадно-крокової системи.
З введенням в дію з 1946 по 1948 рік трьох районних АТС (№ 2, № 3, № 4) київська міська телефонна мережа вже стала набувати чітку організацію та технічну структуру. В 1953 з'явився, такий на сьогодні звичайний та необхідний, перший в Україні автоматичний годинник з телефонним доступом та відповіддю голосом. В 1954 році ємність київських АТС досягла довоєнного рівня. Дуже багато зусиль було витрачено для відродження ушкоджених об'єктів та будівництва нових. В 1960 році на КМТМ нараховувалось 17 АТС. Це були станції типу АТС-47, АТС-54 — перші розробки декадно-крокових АТС, що випускалися заводом «Червона Зоря». Але перших випусках цього обладнання траплялись заводські дефекти та недоробки, що сильно ускладнювали його експлуатацію. Подальший розвиток мережі проходив швидкими темпами. В 1963 році в Києві було вже 45 автоматичних станцій, а монтована ємність наближалась до дев'яностотисячної межі, число абонентів досягало 70 тисяч. Росли лінійно-кабельні споруди, кількість працівників сягала 1000 чоловік. Розширювалась територія столиці, а з нею і зона обслуговування телефонним зв'язком. В 1963 році було створено Управління Київської міської телефонної мережі та створені територіальні підприємства — Центральний, Печерський та Жовтневий телефонні вузли.
З 1964 року на мережі стали вводитись в експлуатацію координатні АТС малої ємності, а з 1968 року розпочалось постачання обладнання АТСК ємністю 10 тисяч номерів. Обладнання АТСК було більш надійним та сучасним. В липні 1966 року Дарницький телефонний вузол відокремлюється як самостійне підприємство, за рахунок реорганізації Печерського телефонного вузла. В 1974-му році створюється Подільский телефонний вузол за рахунок реорганізації Жовтневого. В 1963—1965 роках КМТМ була переведена на шестизначну нумерацію. Створилось сім стотисячних вузлів з літерними індексами. В 1970 році літерні індекси були замінені на цифрові. Переведення мережі на шестизначну нумерацію дозволив в 1964 році ввести в дію АТС-46, а в 1965-му — АТС-52. Виконавши роботу, що була запланована проектом переходу на шестизначну систему, київські телефоністи забезпечили собі можливість розвитку до 800 тисяч номерів.

#### Впровадження у Києві апаратури автоматичного визначення номерів
В 1970 році на РАТС-24/25 запроваджені перші в Україні зразки апаратури автоматичного визначення номерів (АВН) та категорій викликаючи абонентів. До 1977 року всі РАТС стовідсотково були обладнані релейними АВН, а на 2000 рік релейне обладнання було замінено на електронне. 1971 рік — введена перша РАТС-442 координатної системи АТСК, ємністю 10 тисяч номерів.
За 1979-80 роки введена в дію РАТС-216 типу «Пентаконта −1000С». В 1982 році введено в дію автоматизоване бюро ремонту (АБР) телефонів з зоною дії до 200 тисяч номерів. За 1982—1985 роки зроблено переведення телефонної мережі на семизначну нумерацію. Роботи з переведення Київської МТМ на семизначну нумерацію не мали аналогів за методикою та складністю виконання. Для прикладу, що показує важкість та ретельність цієї роботи — обсяг таблиць переключення тільки для другої мільйонної зони склав 1,5 тисяч сторінок машинописного тексту. В 1986 році — введена в дію перша в Україні АТС-228/229 з програмним управлінням типу ARE — 11.
В 1986 році введена в експлуатацію автоматизована довідково-інформаційна служба АДІС — «09» на 64 робочих місць телефоністок з використанням комп'ютерної бази даних. В 1987 році введена в дію перша в Україні волоконно-оптична система передачі (ВОСП) на швидкості 8Мбіт/сек. Завершена розробка технологій монтажу та започатковане використання багатомодових оптичних кабелів зв'язку. В цьому ж році на Центральному телефонному вузлі КМТМ був організовано цех радіотелефонного зв'язку «Алтай».
Крім того Київським виробничім об'єднанням електрозв'язку була виведена з дії перша РАТС-29 декадно-крокової системи і була введена в дію перша в Україні цифрова РАТС-546/547, типу МТ-20/25. Ця станція забезпечувала комутацію до 75 тисяч викликів за годину. 1989 рік — створення на першого в Україні центру постійного нагляду за електронними АТС.

#### Розвиток після проголошення незалежності України в 1991 році
В 1991 році вже було припинено використання для нового будівництва аналогових систем комутації. Крім того, постійно виводяться з експлуатації декадно-крокові АТС. Остаточне заміщення таких АТС на сучасні планується провести до 2005 року. 1996 рік — було виконано переведення діючого парку таксофонів на використання карток, виведено із експлуатації першу станцію координатної системи типу АТСК РАТС-556. в цьому ж році почалось запровадження загально канальної сигналізації ЗКС№ 7 та послуг ISDN з доступами PRI та BRI. В 1999 році на місцевій телефонній мережі задіяний перший в Україні центр управління системами передачі SDH. За 1991—1999 роки в Києві змонтовано та введено в експлуатацію АТС загальною ємністю 368462 номерів, з яких 343681 — цифрові. Лише за ці роки монтована ємність збільшилась на 335439 номерів. З 1997 року будується магістральне кільце та транзитні станції з метою реконструкції мережі з використанням сучасних технологій.
У 2000 році МТМ повністю переведена на погодинну тарифікацію місцевого зв'язку. З 1 травня 2001 року КМД ВАТ «Укртелеком» розпочала комерційну експлуатацію мережі Інтернет. Було відкрито чотири вузли доступу до світової мережі. На одному з вузлів застосовано обладнання абонентського ущільнення «Сіріус-128», що дозволило користувачам одночасно працювати в мережі Інтернет та користуватись телефоном. Крім доступу комутованими та некомутованими лініями, КМД ВАТ «Укртелеком» надає абонентам доступ за новітньою технологією швидкісного доступу xDSL. Для створення корпоративних мереж пропонується послуга FrameRelay.
Кожен мешканець столиці має можливість скористатися послугою Інтернет у пунктах колективного користування, створених Київською філією. У найближчому майбутньому Київська міська дирекція ВАТ «Укртелеком» запропонує споживачам принципово нові види доступу до світової мережі Інтернет та нову форму оплати за цю послугу.

#### Перехід на цифрові АТС
Наприкінці 2001 року у столиці закінчено будівництво складного та унікального проекту — транспортно-транзитної мережі міста Києва, що дозволить ввести в дію вже побудовані АТС нового покоління, скоротити існуючу в місті чергу на встановлення телефонів, замінити морально застарілі АТС. Для створення міського магістрального кільця використане найсучасніше обладнання фірм «Сіменс» та МКМ «Телеком». Загальна довжина магістралей становить 82 км. Змонтоване потужне обладнання чотирьох транзитних станцій та синхронних систем передачі SDN забезпечить роботу понад 100 тис. каналів зв'язку. Обслуговування складного технічного комплексу та устаткування філії, надання різних видів послуг електрозв'язку забезпечує штат в кількості близько 4,5 тис. працівників, з них близько 50 % — це робітники, та 50 % — це фахівці електрозв'язку, електронної техніки, управління та організації виробництва.
Київська міська філія ВАТ «Укртелеком» здійснює свою діяльність на всій території міста і є однією з найбільших телефонних мереж України. На мережі діє 160 телефонних станцій загальною монтованою ємністю понад 1 млн номерів. Протягом 2005 року Київською міською філією ВАТ «Укртелеком» споживачам надано послуг електрозв'язку на 533,3 млн грн.

Київська міська філія ВАТ «Укртелеком»
вул. Горького, 40Приріст телефонних апаратів становив 25011 телефон. З них на квартирах громадян встановлено 22781 телефон. Всього за рік встановлено 43718 телефонів. Велику увагу Укртелеком приділяв пільговикам. Протягом 2005 року отримали телефон 1481 ветеран війни, 923 інвалідів 1 та 2 групи праці, загального захворювання, 662 учасника ліквідації аварії на ЧАЕС. Всього пільговим категоріям громадян встановлено 4239 телефонів або 18,6 % від кількості встановлених домашніх телефонів.
Загальна кількість заяв на встановлення телефону дорівнювала 12,4 тисяч, причому на початок року їх було 18,9. Щільність телефонів на 100 мешканців столиці становила 46,28. Великим досягненням у роботі столичних зв'язківців є постійне зростання цифрового фрагменту телефонної мережі. На 1.01.06 він вже становив — 934,195 тис. номерів або 75,17 % від загальної кількості.
Із зростанням на мережі цифрового фрагменту зростає число користувачів додатковими послугами цифрових АТС. На 01.01.06 їх кількість становила 49533. З метою впровадження спрощеного механізму замовлення абонентами цих послуг в філії організована служба прийому замовлень. Підтримується в належному стані таксофонна мережа, яка в місті Києві має 4953 універсальних таксофонів, з яких 4583 працюють за телефонною карткою, а 370 — за телефонною карткою та монетами.
Продовжувався розвиток послуги доступу до мережі Інтернет. За рік введено в експлуатацію 7 вузлів доступу ADSL, запущено в експлуатацію 40 площадок широкосмугового доступу до мережі Інтернет, велись роботи з проектування другого етапу розширення мережі Інтернет. В місті працювало 17 пунктів колективного користування мережею Інтернет та 6 відділень «Телекомсервіс» з надання телекомунікаційних послуг та прийому платежів. Введено в експлуатацію обладнання для надання послуг ІР-телефонії.
Протягом 2006 року Київською міською філією ВАТ «Укртелеком» споживачам надано телекомунікаційних послуг на 1062,7 млн грн.
Приріст телефонних апаратів становив 15231 телефон. З них на квартирах громадян встановлено 10787 телефонів. Всього за рік встановлено 45,2 тис. телефонів. Протягом року встановлено 880 телефонів ветеранам війни, 577 — інвалідам 1 та 2 групи праці, загального захворювання, 424 — учасникам ліквідації аварії на ЧАЕС. Всього пільговим категоріям громадян встановлено 10 % телефонів від чистого приросту кількості встановлених домашніх телефонів. Загальна кількість заяв на встановлення телефону станом на 01.01.07 становила 8,4 тисяч, на початку року їх було 12,4 тис. Щільність телефонів на 100 мешканців столиці становила 46,7.
Цифровий фрагмент телефонної мережі становив 949 тис. номерів або 76,88 %. З його зростанням, зростало число користувачів додатковими видами обслуговування цифрових АТС. За 2006 рік їх кількість зросла на 24920 абонента і на 01.01.07 становила 74453, з яких 6288 юридичних і 68165 фізичних осіб. За рік працівниками дільниці підтримки споживачів (540-55-55 та 0-52) прийнято 20932 замовлень на додаткові послуги цифрових АТС. Таксофонна мережа міста мала 4953 універсальні таксофони, з яких 4563 працювали за телефонними картками, а 390 — за телефонними картками та монетами. Продовжувався розвиток послуги доступу до мережі Інтернет — мережа широкосмугового доступу має загальну кількість ADSL портів — 28944 (на початку року було 6832 порти). Кількість портів виходу в мережу Інтернет для надання послуги «Відкритий доступ» становила 7688, а для надання послуги WiFi («РадіоСпот™») — 82.
Станом на 01.01.07 до мережі Інтернет Київської міської філії підключено 1116 користувачів через комутовані лінії, 8054 користувача за допомогою обладнання ADSL, 25 користувачів через постійне ІР-з'єднання. Протягом року проводились роботи з впровадження нових автоматизованих систем АСТЛО (контракт з фірмою «РіКо») та АСКР (контракт з фірмою «ІнноВінн»). В місті працювало 8 пунктів колективного користування мережею Інтернет та 10 відділень «Телекомсервіс» з надання телекомунікаційних послуг та прийому платежів.
Протягом 2007 року Київською міською філією ВАТ «Укртелеком» споживачам надано телекомунікаційних послуг на 1119,7 млн грн. На 1 січня 2008 року загальна монтована ємність Київської міської телефонної мережі становила 1 218 826 номерів.
Приріст основних телефонних апаратів становив 20168 телефонів. З них на квартирах громадян встановлено 30460 телефонів. Всього за рік встановлено 53743 телефонів.
Велику увагу філія приділяла пільговикам. Протягом року отримали телефони: 711 ветеранів війни, 436 інвалідів 1 та 2 групи праці, загального захворювання, 357 учасників ліквідації аварії на ЧАЕС тощо. Всього пільговим категоріям громадян встановлено 4,94 % телефонів від приросту кількості встановлених домашніх телефонів.
Загальна кількість заяв на встановлення телефону станом на 01.01.08 становила 4900 заяв (для довідки: на початку 2007 року було 8402 заяв). Щільність телефонів на 100 мешканців столиці становила 46,9.
Виконані всі заходи з підготовки до переходу на Національний план нумерації (0 на 1). Введено в експлуатацію цифровий вузол спецслужб на базі обладнання SI2000. Переключені всі спецслужби з аналогового ВССК на ЦВСС, крім «09». Завершені роботи з переключення АТСК — 442 на ВК-1-423 з індексом «400» та ПСК-555-2,5 на цифрову ЕАТС-295. Виведено з експлуатації останні дві декадно-крокові АТС-555 та 552 та виведені з експлуатації всі координатні підстанції типу ПСК.
Цифровий фрагмент телефонної мережі становив 955,8 тис. номерів або 78,42 %. З його зростанням, зростало число користувачів додатковими видами обслуговування цифрових АТС. Протягом 2007 року їх кількість зросла на 19933 абонента і на 01.01.08 становила 94386, з яких 7365 юридичних і 87021 фізичних осіб.
Таксофонна мережа міста мала 4000 універсальні таксофони, з яких 3590 працюють за телефонними картками, а 410 — за телефонними картками та монетами. Продовжувався розвиток послуги доступу до мережі Інтернет — введені в промислову експлуатацію система автоматизованого вимірювання параметрів абонентських ліній «МЕТРОЛОГ» та автоматизована система технічного та лінійного обліку «АСТЛО». Задіяна ємність ADSL портів на 01.01.2008 — 25200 портів (у порівнянні з 01.01.2007 — 8300). На мережі філії працює 75 точок доступу за технологією Wi-Fi. Станом на 01.01.08 до мережі Інтернет Київської міської філії було підключено 1065 користувача послуги комутованого доступу (за договорами), 24369 користувачів за допомогою обладнання ADSL, 23 користувача через постійне ІР-з'єднання.
В місті працюють 8 пунктів колективного користування мережею Інтернет та 17 пунктів з надання послуг електрозв'язку та прийому платежів (з них 10 пунктів з надання послуг міжміського та міжнародного зв'язку в АПП та 7 власних пунктів з прийому платежів).

#### Скорочення телефонної мережі
Із значним поширенням мобільного зв'язку в Україні, кількість телефонних апаратів, таксофонів зменшується.
Так, якщо в 2005 році (через 12 років після появи стільникового зв'язку) в Україні було 9 млн телефонів (7,5 млн домашніх) і майже 65 тис. таксофонів, то в 2015-му стало відповідно 8,4 млн телефонів (домашніх 6,9 млн) і 6,8 тис. таксофонів. Таксофони демонтовані через те, що не використовувалися, їх залишили лише в місцях масового скупчення на вокзалах та в центрах міст, там де є потреба зателефонувати, але в іноземців, наприклад, може не бути мобільного зв'язку. В той же час користувачів мобільного зв'язку стало (на 2018) близько 60 млн.

## Аналоговий телефонний зв'язок
Найпростішим прикладом зв'язку двох абонентів є ВЧ-зв'язок між підстанціями електростанції за допомогою лінії електропередач. При цьому застосовуються схеми: фаза-фаза, фаза-дві фази, дві фази-земля, три фази-земля, фаза-фаза різних ліній. Високочастотний загороджувач, конденсатор зв'язку та фільтр приєднання, які використовуються у цих схемах, є обладнанням обробки ліній електропередач для організації по їх дротам високочастотних каналів зв'язку. Обробка ліній необхідна для отримання стабільного каналу зв'язку. 
Число шляхів дорівнює числу дротів. На лініях електропередачі із мідними або сталевоалюмінієвими дротами стала затухання шляху нульової послідовності у десять й більше разів перевищує сталу затухання міжфазного шляху ({\displaystyle \beta _{\Phi }}) і тому передача сигналів здійснюється міжфазною хвилею. Величина {\displaystyle \beta _{\Phi }} складає близько 10 мнеп/км для 100 кГц й росте із частотою пропорційно {\displaystyle {\sqrt {f}}}. Хвильовий опір шляху нульової послідовності складає 600-700 Ом, а міжфазного шляху - близько 400 Ом (на фазу). Такий канал зв'язку характеризується значним рівнем перешкод, які утворюються через коронування дротів лінії. Рівень перешкод залежить від градієнту потенціалу на дротах, умов погоди й інших чинників. Середній розрахунковий рівень перешкод у смузі 5 кГц {\displaystyle \Pi _{S}} складає -4,5 неп. Рівень перешкод у смузі {\displaystyle \Delta f} визначається по формулі:
{\displaystyle \Pi _{\Delta F}=\Pi _{S}-{\frac {1}{2}}\ln {\frac {5}{\Delta f}}.}

Перехідне затухання між обробленими лініями
{\displaystyle b={\frac {1}{2}}\ln |{\frac {\Pi _{1}}{\Pi _{2}}}|=\ln |1+{\frac {2Z_{3}}{Z_{\text{л}}}}+{\frac {Z_{3}}{Z_{0}}}+{\frac {Z_{3}}{Z_{\text{л}}Z_{0}}}|,}
де {\displaystyle \Pi _{1}} - потужність передавача, {\displaystyle \Pi _{2}} - потужній у навантаженні на інші лінії, {\displaystyle Z_{\text{л}}} - вхідний опір лінії (400-450 Ом), {\displaystyle Z_{3}} - імпеданс загороджувача, {\displaystyle Z_{0}={\frac {1}{j\omega C_{0}}}} ({\displaystyle C_{0}} - еквівалентна ємність шин підстанції відносно землі). Перехідне затухання між передавачем та приймачем не повинне бути меншим 8-9 неп. Воно може бути покращене збільшенням імпедансу загороджувача.

## Приміти
1. ↑  Скоро в Україні можуть повністю зникнути телефони. Сьогодні. Процитовано 1 червня 2018.